# Callisto II di Costantinopoli
Callisto II Xantopulo (in greco Κάλλιστος Β' Ξανθόπουλος?; XIV secolo – 1397) è stato Patriarca ecumenico di Costantinopoli nel 1397 ed è commemorato come santo venerabile dalla Chiesa ortodossa.

## Biografia
Era un monaco in uno skete sul Monte Athos, per 28 anni, come discepolo di Gregorio del Sinai, di cui scrisse la vita.
Il suo cognome indica che proveniva dal monastero di Xanthopoulos. Con un altro monaco, Ignazio Xanthopoulos, Callisto compose l'importante Secolo, un trattato in 100 sezioni sulle pratiche ascetiche dei monaci esicasti; fu incorporato nella Philokalia di Nicodemo Agiorita ed ebbe una grande influenza sulla spiritualità ortodossa. La maggior parte dei patriarchi nel XIV secolo furono monaci nella tradizione dell'esicasmo. 
Fu patriarca durante il regno dell'imperatore bizantino Manuele II Paleologo, e durante il suo breve regno patriarcale Costantinopoli fu assediata dal sultano ottomano Bayezid I.
Acconsentì ad andare in Serbia per pacificare la Chiesa locale ma morì in coincidenza all'arrivo a destinazione.

## Culto
Nella Chiesa ortodossa, la sua memoria è celebrata il 22 novembre.